# Alina Radkowska
Alina Elżbieta Radkowska z domu Platowska (ur. 4 lipca 1923 we Lwowie, zm. 28 czerwca 2016) – polska nauczycielka, instruktorka harcerska, harcmistrzyni.
Uczestniczka powstania warszawskiego. Sanitariuszka (ps. "Jolanta") w punktach medycznych przy ul. Kredytowej, Wareckiej, Al. Jerozolimskich. Więźniarka obozu jenieckiego Lamsdorf i Zeithein. Po wojnie (w latach 40.) komendantka praskiego hufca ZHP. Po przełomie październikowym drużynowa 42 drużyny harcerek. Wiele lat uczyła w Szkole Podstawowej nr 12 w Warszawie, gdzie m.in. prowadziła (w latach 70. XX w.) nauczanie początkowe metodą harcerską, opracowaną przez siebie według założeń Aleksandra Kamińskiego.
Dama Orderu Uśmiechu. Założycielka (wraz z mężem Bohdanem) i wieloletni instruktor szczepu 88 Warszawskich Drużyn Harcerskich i Zuchowych "Rodło". Organizatorka i drużynowa (1942) konspiracyjnej drużyny harcerek przy Szkole Handlowej w Warszawie.